# Fender
Fender (Fender Musical Instrument Corporation, początkowo Fender Electric Instrument Manufacturing Company) – amerykańskie przedsiębiorstwo produkujące gitary elektryczne, basowe, akustyczne, wzmacniacze, struny oraz akcesoria muzyczne. 
Założone w 1946 roku, jako pierwsze wprowadziło do masowej produkcji gitarę elektryczną z litym korpusem oraz elektryczną gitarę basową. Fender zasłynął wprowadzeniem na rynek takich modeli gitar jak Telecaster, Stratocaster, Jazz Bass czy Precision Bass. 
Firma jest również właścicielem marek: Squier, Jackson, Charvel, EVH, Guild, Gretsch, SWR, Sunn, Bigsby i PreSonus produkujących instrumenty (będące np. tańszymi wariantami m.in. Stratocastera albo jego zmodernizowanymi wersjami - tzw. Superstraty) lub różnego rodzaju sprzęt muzyczny na licencji.

## Historia

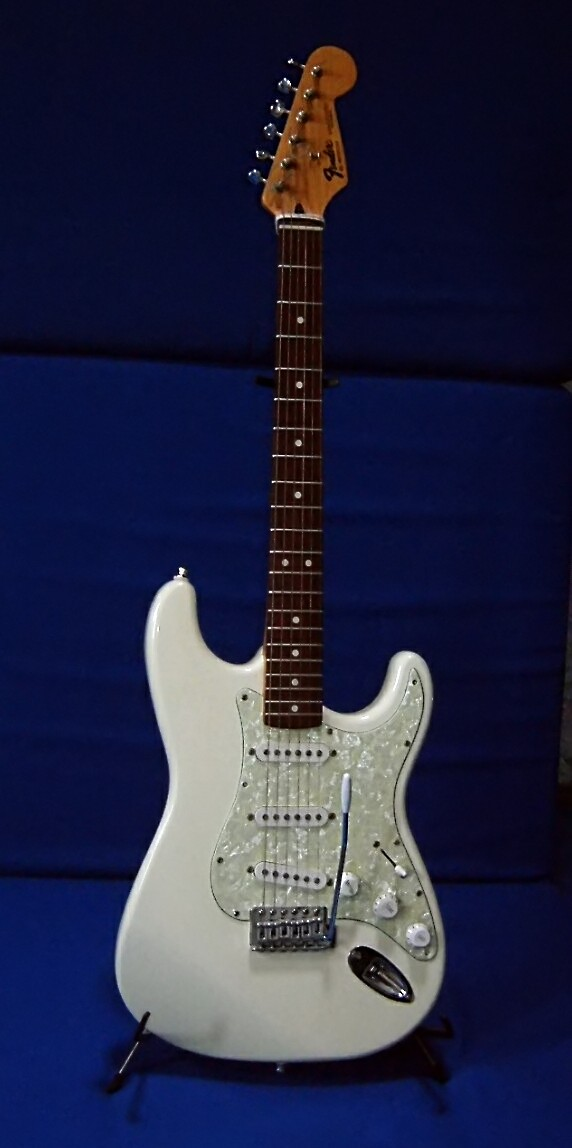
Gitara Stratocaster marki Fender

Leo Fender, założyciel przedsiębiorstwa Fender, budował swoje pierwsze gitary już w latach czterdziestych dwudziestego wieku w swoim warsztacie, w którym naprawiał radia. Wówczas też stworzył on swój pierwszy wzmacniacz gitarowy. W 1949 roku na rynek trafiła jego gitara bez pudła rezonansowego, o nazwie Esquire. W 1951 zbudował gitarę Broadcaster, która z czasem ewoluowała w Telecastera. Posiada ona dwa przetworniki oraz trójpozycyjny przełącznik wybierający przetwornik lub ich kombinacje i potencjometry siły głosu i barwy tonu. Dzięki tej gitarze, produkowanej w niemal niezmienionej formie po dziś dzień, przedsiębiorstwo Fender zyskało światową sławę. Również w 1951 Fender wprowadził na rynek elektryczną gitarę basową Precision Bass, a 1954 gitarę elektryczną Stratocaster.
W 1965 roku, w związku z pogarszającym się stanem swojego zdrowia, Leo Fender sprzedał swoje udziały potentatowi amerykańskiego rynku medialnego, przedsiębiorstwu CBS. W 1981 roku CBS uznał, że Fenderowi potrzebna jest restrukturyzacja. Wówczas jej prezesem mianowany został William Schultz, który dalszy rozwój przedsiębiorstwa postrzegał w zwiększeniu jakości produktów i badaniach nad nowymi instrumentami. W 1985 roku CBS postanowił sprzedać wszystkie przedsiębiorstwa niezwiązane bezpośrednio z mediami. Sytuację tę wykorzystał Schultz, który, wraz ze wspólnikami, odkupił Fender od CBS. Przedsiębiorstwo musiała być stworzone niemalże od nowa. Jedyne co posiadał nowy zarząd, to marka i patenty na instrumenty. Brak było m.in. zaplecza produkcyjnego. W tej sytuacji Fender zlecała produkcję swoich gitar przedsiębiorstwom zagranicznym. Z czasem otworzyła nową fabrykę w mieście Corona w Kalifornii, a niedługo potem drugą w Ensenadzie w Meksyku.
Zakup przedsiębiorstwa Sunn, producenta wzmacniaczy, był kolejnym znaczącym krokiem w rozwoju, gdyż oznaczał nie tylko powrót do korzeni, ale dawał także dostęp do zaplecza produkcyjnego w Lake Oswego, w stanie Oregon. Wtedy też, inspirując się tradycją Sunna, Fender rozpoczął produkcję tzw. modeli sygnowanych, tworzonych według specyfikacji najlepszych muzyków. Ich produkcję skoncentrowano w tzw. Custom Shop w fabryce w Coronie, centralę zaś przeniesiono do Scottsdale w Arizonie.
Kolejnym krokiem była ekspansja za granicę, poprzez otwieranie przedstawicielstw na całym świecie. Dostrzegając nisze na rynku gitar akustycznych, Fender rozpoczął ich produkcję, współpracując z fabrykami w Japonii, Chinach i Korei, oraz wykupił prawa do wyłącznej dystrybucji na terenie Ameryki Północnej gitar meksykańskiego przedsiębiorstwa Rodriguez. W 1995 Fender wykupił znajdujące się w tarapatach finansowych przedsiębiorstwo Guild, produkujące gitary elektryczne i akustyczne, a wraz z nią m.in. fabrykę w Westerley, na Rhode Island.
W 1998 podjęto decyzję przywrócenia marki wzmacniaczy Sunn, którą zlikwidowano na rzecz marki wzmacniaczy Fender w latach osiemdziesiątych. Nową linię produktów stworzono na podstawie oryginalnych planów wzmacniaczy Sunn. Guild z kolei zaczął montować w swoich gitarach przetworniki nowo nabytego przedsiębiorstwa DeArmond, tworząc w ten sposób nową linię gitar. W 1998 rozbudowano znacznie fabrykę w Corona, a niedługo potem w Ensenadzie.
Fender tworzy również gitary Squier, która jest dla Fendera jak Epiphone dla Gibsona, czyli jej tańszym wariantem.
W 2021 Fender wykupił markę PreSonus specjalizującą się w produkcji sprzętu studyjnego i będącą autorem jednego z najpopularniejszych programów typu DAW (skrót od ang. Digital Audio Workstation) Studio One.

## Gitary i inne produkty przedsiębiorstwa

### Gitary elektryczne
- Stratocaster - produkowany od 1954
- Telecaster - produkowany od 1950
- Jaguar - produkowany od 1962
- Jazzmaster - produkowany od 1958
- Mustang - produkowany od 1964
- Jagstang - produkowany od 1993
- Lead Series - produkowany w latach 1979 do 1982, obecnie nieprodukowany
- Showmaster - produkowany od 1980
- Esquire - produkowany od 1950 do 1970
- Duosonic - produkowany od 1956 do 1982
- Cyclone - produkowany od 1997 do 2007
- Toronado - obecnie nieprodukowany
- Stratocaster VG - wprowadzony w 2007 roku, powstał przy współpracy z przedsiębiorstwem Roland, ma 4 przystawki (3 single coil i 1 cyfrową przystawkę Roland)

### Gitary basowe
- Precision Bass
- Jazz Bass
- Mustang Bass
- Jaguar Bass
- Dimension Bass

### Wzmacniacze gitarowe
- Acoustasonic
- Blues De-Ville
- Cyber
- Dyna-Touch III
- FM
- Frontman
- G-DEC
- Hot Rod
- Metalhead™
- Mustang
- Pikollo
- Pro Tube
- Sidekick
- Specialized Amplifiers
- Ultralight
- Vintage Modified
- Vintage Reissue
- Deluxe
- The Twin
- Twin amp
- Twin reverb
- Princeton

### Wzmacniacze basowe
- B-DEC
- Bassman®
- Bronco
- Pro
- Rumble™

### Kostki
- Green Moto heavy
- Green Moto thin
- Red Moto thin
- California Clear heavy
- Black Pick medium
- California Clear thin SGold
- Classic Celluloid x-heavy white
- Classic Celluloid heavy white
- California Clear medium blue
- California Clear thin pink
- Purple Moto heavy
- Shell thin
- Shell heavy
- Black Moto heavy
- Black Moto thin
- Premium Celluloid medium blue
- Classic Celluloid heavy black
- Classic Celluloid heavy confetti
- Classic Celluloid x-heavy shell
- California Clear thin green
- California Clear medium gold
- California Clear medium pink
- California Clear heavy red
- California Clear heavy burgundy
- Delrin 0.88 medium/heavy green
- Hello Kitty